# Српска православна црква Светог Николе у Сивцу
Српска православна црква Светог Николе у Сивцу, у општини Кула, подигнута је у периоду од 1868. до 1873. године. Под заштитом је Републике Србије као споменик културе у категорији непокретних културних добара од великог значаја.

## Историја
Сивачка црква посвећена празнику Летњег Св. Николе, се први пут помиње 1702. године. Уз ту малу цркву од плетера, блатом облепљену служило је чак 17 православних свештеника, мада је село имало тада око тридесет домова. 
Нови храм је освештан 1754. године, али она није дуго постојала. У Сивцу је 1767. године било 250 домова, које је опслуживало 13 свештеника. Трећа по реду сивачка православна црква, подигнута је наводно 1780. године. Четврта сивачка богомоља никла је век касније, 1872. године. Судећи по протоколу сивачког Општинског одбора, на седници одржаној 24. децембра 1868. године, већ се радило на припремама за њену градњу. Закључили су општинари (њих 61) да се од пашњака "Малог јароша" до 500 ланаца земље прода, за зидање цркве: "Тај новац ће се по размери свакој вери народа поделити". У нову велелепну цркву, какве на далеко нема, пренет је стари иконостас Ђурковићев.

## Црква
Православна црква у Сивцу је посвећена Преносу моштију Светог оца Николаја,изграђена је на месту старијег храма, 1873. године, рад браће Шмаус из Апатина и Врбаса, као и за Сомборца Гфелера, као једнобродна грађевина, са полукружном олтарском апсидом на источној страни и плитким певничким просторима. На бочним фасадама истакнути су пиластри између којих су формиране лучно завршене нише са по једним прозором. Западна фасада носи три торња са истуреним троугаоним портиком до висине брода који носе четири витка стуба са капителима. Изграђена током друге половине 19. века, најмлађа је међу црквама монументалних димензија, са раскошним предворјем, класицистичким портиком и три звоника. 
Иконостас је упола нижи од висине тријумфалног лука под којим стоји, јер потиче из старије, знатно ниже цркве. На основу стилских особености приписан је Павелу Ђурковићу, нашем познатом класицистичком сликару и датован око 1820.-1821. године. Позлатарске радове у цркви је извео Теодоровић.